# Jordanoleiopus subunicolor
Jordanoleiopus subunicolor är en skalbaggsart som beskrevs av Stefan von Breuning 1955. Jordanoleiopus subunicolor ingår i släktet Jordanoleiopus och familjen långhorningar. Inga underarter finns listade i Catalogue of Life.